# Concattedrale di Santa Maria Assunta (Segni)
La chiesa di Santa Maria Assunta è il luogo di culto cattolico più importante di Segni, concattedrale della diocesi suburbicaria di Velletri-Segni.

## Storia
La chiesa attuale fu ricostruita nella prima metà del XVII secolo, sullo stesso luogo della precedente che risaliva alla metà dell'XI secolo: coevo della chiesa medievale s'innalza il campanile. I lavori di rifacimento della nuova Cattedrale durarono circa nove anni (nel 1635 venne completata la sua struttura portante) trascorsi i quali si iniziò la decorazione interna. I lavori terminarono nel 1657: il 23 aprile 1684 venne consacrata dal vescovo Francesco Maria Giannotti dedicandola alla Vergine Maria Assunta in Cielo.

## Descrizione
In merito alla storia di Segni è possibile consultare presso Biblioteca Nazionale Centrale di Roma e la Biblioteca del Comune diversi volumi di autori locali, tra cui il volume Signinis Memoranda Fastis di Alessandro Colaiacomo, 450 pp., opera che descrive in modo approfondito e documentato, particolari ricerche storiche eseguite dall'autore in circa dieci anni con certosina pazienza. L'autore riporta una minuziosa descrizione dell'interno:
«La cattedrale di Segni, con la sua maestosa architettura, si presenta all'interno a forma di croce greca, lunga 38 metri ed alta metri 16,50, i cui bracci delimitati da altrettanti pilastri rettangolari, descrivono le relative navate e con il muro perimetrale, ne formano l'ossatura fondamentale. Ne risultano quattro volte convergenti verso il centro, dove sono raccordate in alto ad una cupola circolare. [...] La cattedrale, che riceve la luce dall'alto per mezzo di 11 finestroni laterali policromi e da altre 4 aperture minori esistenti nelle cappelle delle navate minori, nella sua struttura e ossatura murale ripete le forme portanti e portate dei tipi classici originali. [...] Il tempio brilla ovunque per profusione di stucchi pregevoli. filettature e fregi dorati lungo gli affreschi, dipinti di immagini sacre e simboli religiosi del Vecchio e Nuovo Testamento, disegni ornamentali che decorano le volte, le cappelle, gli archi».
Una lastra di marmo a sinistra dell'ingresso centrale ricorda che i lavori di restauro generale (stucchi, pitture e decorazioni varie etc.) vennero fatti eseguire dal Capitolo «Ordo Canonicorum / da pecunia sacrarii ac sua / stipem quoque conferentibus / Episcopo Municipio Patronis / bases pilarum marmorandas / parietes coronas fornices / opere et culto splendidiore / exornandas curavit / A. MCMV» (l'Ordine dei Canonici, con denaro del sacrario e proprio, con l'offerta anche dei Patroni, del Vescovo e del Municipio, curò di abbellire con il marmo le basi dei pilastri, le pareti interne, i fornici con opera di più splendente ornamento).

### L'esterno della Cattedrale
Preceduta da ampia scalinata e rivolta a sud-est, la facciata principale della Cattedrale domina Piazza Santa Maria. Sopra la porta centrale una grande iscrizione ricorda che nel 1817 il vescovo Paolo Ciotti a sue spese la fece rivestire con lastre di pietra martellata, scavata nei Monti Lepini. Il rivestimento è largo m. 23.50 e alto al centro m. 22.50. Il complesso architettonico è ritmato dalle linee verticali del corpo centrale e delle due ali, arretrate a destra e a sinistra di m. 2.10, ed è incrociato dal cornicione che fascia l'intera facciata a metà altezza, dividendola in due parti: l'una inferiore, dalle proporzioni più grandi, l'altra superiore, dalle forme più snelle.
Dal corpo centrale sporgono 4 lesene appaiate a due a due, che poggiano su un basamento alto m. 1.35; tra le coppie di lesene sono incavate due nicchie, una a destra e una a sinistra della porta centrale; lo stesso schema è ripetuto nella parte superiore (le nicchie avrebbero dovuto contenere statue che non furono mai realizzate). Un grande timpano triangolare sormontato da una croce in ferro battuto chiude tutto il corpo centrale della facciata.
Come scrive il Navarra: «Vi si ammira, frammisto ad alcuni elementi barocchi, il trionfo della sobrietà neoclassica che richiama lo stile del Valadier (1762-1839)».

### L'interno della Cattedrale
La Chiesa è decorata internamente da un complesso architettonico simmetrico e luminoso in stile barocco. Ha la forma di croce greca (m 38 x 38) ed è alta m 16.50. La cupola, dipinta a olio su muro dal frate cappuccino Antonio Courtois nel 1673, rappresenta L'incoronazione della Vergine tra i Santi Bruno, Vescovo di Segni, Antonio di Padova, Francesco d'Assisi, Filippo Neri, Vitaliano Papa segnino, Agata, Lucia e Cecilia. Nei quattro pennacchi sono raffigurati gli Evangelisti (sempre opera del Courtois); al di sotto gli stemmi della Città.
Il pavimento è rivestito di marmo bianco e bardiglio, dono di Papa Pio IX in occasione dell'Anno Santo del 1875.
Le Cappelle della Cattedrale odierna sono 11, e precisamente 7 in meno di quelle esistenti anteriormente riportate dal Ms Lauri, riportato dal Colaiacomo.
Attualmente, partendo da destra si ha:
- Altare di S. Antonio di Padova: secondo il Lauri, anticamente si trattava di una cappella intitolata a S. Michele Arcangelo e a S. Antonio di Padova, ed apparteneva alla famiglia Meny[6]. La sua tavola d'altare era del genovese discepolo del Bernini, Giovan Battista Gaulli (1630-1709), detto il Baciccio. Il dipinto è sparito da tempo e se ne ignora la fine. Al suo posto vi è esposta una statua in legno del santo: nel 1962 circa, vi furono ripulite le pareti e si costruì un nuovo altare, sorretto da quattro colonnine di marmo verde, accoppiate nei due angoli anteriori.
- Cappella di San Bruno: chiusa da cancellata in ferro battuto e da balaustrata in pietra segnina, la cappella è dedicata al Santo Patrono della Città di Segni. Nel 1223, primo centenario della morte di San Bruno, Onorio III, che si trovava a Segni, ne consacrò e dedicò l'altare. La nicchia, posta al di sopra dell'altare custodisce il Busto con la reliquia del teschio del Santo. Il paliotto dell'altare è opera cosmatesca proveniente dalla precedente Cattedrale. Il ciclo pittorico su San Bruno è opera di Lazzaro Baldi (1622-1703) e databile intorno al 1684.[7] A sinistra è raffigurato San Bruno che discute con Berengario di Tours sulla presenza reale di Gesù nell'Eucaristia (nel Concilio del 1079, alla presenza di Papa Gregorio VII); a destra, San Bruno libera un'ossessa durante la Messa pontificale nei pressi di Cassino; nella cupola, è raffigurato il Paradiso; nei pennacchi le Virtù episcopali: carità, culto divino, vigilanza e magistero.
- Cappella del Ss. Rosario, già "spettante alla Ven. confraternita del medesimo"[8]: è dotata di una balaustra di marmo bianco, costruita nel 1700 in occasione del Giubileo, come risulta dalla data scolpita al centro delle due pareti laterali che la costituiscono. La pala dell'altare rappresenta la Madonna col Bambino in atto di porgere il Rosario a S.Domenico raffigurato con Santa Caterina da Siena, ed è attribuita a Pietro da Cortona; a destra, un grande riquadro dipinto a olio su muro nel 1649 da Antonio Generoli, "pittore romano", raffigura la Dormitio Virginis; a sinistra nell'altro grande riquadro è raffigurato la Natività (anonimo del XVII secolo). Nei riquadri più piccoli in alto sono raffigurati i Misteri del Rosario (Misteri gloriosi a destra e gaudiosi a sinistra).
- Cappella di San Giovanni Battista o Battistero: anticamente era una cappella dedicata a San Giovanni Battista: il Lauri descrive a pala d'altare una tela del Pomarancio raffigurante il Battista, andata perduta; dal 1962 la cappella, decorata da Luciano Bartoli, è adibita a Battistero.
- Altare della Pietà: collocato di fronte all'altare di Sant'Antonio, chiude la serie delle tre cappelle di destra. Fino agli anni 30 del XX secolo sulla parete campeggiava una pala d'altare raffigurante la Pietà. Oggi, nella nicchia in alto è riposta una statua lignea della Vergine Addolorata, mentre sotto l'altare è presente una statua lignea di Cristo morto: entrambe le statue sono opera artigianale dell'Alto Adige.
- Altare Maggiore e Coro: è la cappella più sontuosa della Cattedrale: l'altare di marmo, offerto da Papa Pio IX, venne consacrato nel 1875 dal vescovo Testa che, a sue spese, chiuse la cappella con un'elegante balaustrata di marmo bianco e rosso. Alle pareti laterali due tele opera di Leonardo Carchenne nel XVII secolo raffigurano la Nascita della Vergine (a sinistra) e la Presentazione al tempio (a destra); la pala d'altare raffigura la Vergine Assunta, ed è un olio su tela di Ignazio Tirinelli (1856); ai lati stalli canonici di noce del secolo XVIII.
- Altare di San Tommaso Apostolo: l'altare vicino alla porta della Sacrestia è dedicato a San Tommaso sul quale campeggia L’incredulità di San Tommaso, olio su tela di Francesco Cozza (1605-1682).
- Cappella di San Giuseppe: la parete di fondo è ornata dall'altare e da una tela raffigurante la Morte di San Giuseppe tra Gesù benedicente e Maria orante; le due tele laterali raffigurano l'uno lo Sposalizio di Giuseppe e Maria e l'altro una delicata scena familiare con Giuseppe che porge a Maria le fasce per avvolgere il Bambino Gesù. Sono tutti dipinti a olio su tela da anonimo del XVII secolo di Scuola Romana.
- Cappella del SS. Sacramento: apparteneva alla famiglia ducale di Segni, gli Sforza Cesarini. Il cardinale Federico Sforza la fece costruire e ornare con stucchi dorati. Inizialmente era dedicata alla Santa Croce, poi, dal momento che dalla fine del XVIII secolo vi si conserva il SS. Sacramento, ha preso l'attuale nome. In tutta la Cappella è raffigurato il Ciclo della Croce dipinto dai fratelli Guglielmo, Giacomo e Antonio Courtois, detti Borgognoni: al centro Il Trionfo della Croce; a destra, Il ritrovamento della Santa Croce: Elena, madre di Costantino, fatti eseguire degli scavi sul Monte Calvario, ritrovò la Croce di Cristo confusa con quella dei due ladroni e più in là il Titolo. Per capire quale delle croci fosse quella di Gesù, Macario, vescovo di Gerusalemme, toccò successivamente con le croci una donna moribonda: al contatto con la terza croce, la donna guarì all'istante. A sinistra è raffigurato Il recupero della Croce: Eraclio, imperatore di Costantinopoli, lottò contro Cosroe re dei Persiani, recuperò la Santa Croce e la riportò a Gerusalemme in atteggiamento penitenziale, restituendola al Patriarca Zaccaria.
- Cappella dei SS. Francesco e Vitaliano: fino al 1972 la cappella era interamente dedicata a San Francesco, come ancora testimonia la sua decorazione. Giovan Battista Gaulli, detto il Baciccio affrescò questa cappella realizzando le due tele laterali della Tentazione di San Francesco e San Francesco e un angelo e nella cupola San Francesco in gloria. Poi, trasferito il quadro centrale in sacrestia, raffigurante San Francesco in estasi di Lazzaro Baldi, nella parete di fondo è stata ricavata una nicchia centrale che racchiude il busto di San Vitaliano Papa.
- Altare del Crocifisso: in una nicchia chiusa a vetro, campeggia un bellissimo Crocifisso ligneo, appartenente alla vecchia Cattedrale (databile tra il XV ed il XVI secolo). Il Lauri ne parla come di un "Crocifisso miracolosissimo, amato dal popolo con somma venerazione e specialissima devozione".
- L'Organo: sulla bussola della porta centrale, si sviluppa un'ampia cantoria con un organo di notevole pregio, opera di Nicola Morettini di Perugia nel 1857.